# Fernão Lopes
Fernão Lopes (ur. ok. 1380 w Lizbonie, zm. ok. 1459 tamże) – portugalski szlachcic, sekretarz królewski i co najważniejsze kronikarz, który podjął prace nad opisaniem dziejów Królestwa Portugalii od jej pierwszego władcy Alfonsa Henriquesa do współczesnego dziejopisowi króla Jana I z dynastii Avis.
Od 1417 roku pełnił funkcję szefa królewskiego archiwum na dworze Jana I. Godność tę pełnił do 1419 roku gdy został wyznaczony sekretarzem samego króla, a później także jego synów Edwarda i Ferdynanda „Księcia Niezłomnego”. Od tego momentu rozpoczął również razem z infantem Edwardem redagowanie kroniki Królestwa Portugalii, rozpoczynając opis od czasów Henryka Burgundzkiego.
W uznaniu jego zasług król Edward podniósł Fernão Lopesa do godności szlacheckiej, mianował go wasalem królewskim, nadał ziemię i ustanowił stałą pensję nakazując mu jednocześnie kontynuowanie prac ze zwróceniem szczególnej uwagi na czyny ojca Edwarda Jana I, założyciela dynastii Avis.
W roku 1454 kronikarz poprosił króla Alfonsa V o zwolnienie z zajmowanego stanowiska z powodu starości i trapiących go chorób. Król wyraził zgodę na zwolnienie Fernão Lopesa, a jego miejsce zajął Gomes Eanes de Zurara.
Kronikarz zdołał opisać wszystkich królów od Alfonsa Henriquesa do Jana I, którego kroniki jednak nie dokończył.

Kroniki Fernão Lopesa:

1) Crónica de Cinco Reis de Portugal (Kronika Pięciu Królów Portugalii)

2) Crónica dos Sete Primeiros Reis de Portugal (Kronika Siedmiu Pierwszych Królów Portugalii)

3) Crónica de Senhor Rei Dom Pedro, oitavo destes regnos (Kronika Króla Pana Dom Pedra, ósmego tych królestw)

4) Crónica de Senhor Rei Dom Fernando, nono rei destes regnos (Kronika Króla Pana Dom Fernanda, dziewiątego króla tych królestw)

5) Crónica del Rei Dom Joham I da Boa Memoria e dos Reis de Portugal o decimo (Kronika Króla Pana Jana I Dobrej Pamięci, dziesiątego z królów Portugalii)